# پاول روستوتسف
پاول روستوتسف (انگلیسی: Pavel Rostovtsev؛ زادهٔ ۲۱ سپتامبر ۱۹۷۱) ورزشکار دوگانه اهل روسیه است.
وی همچنین برندهٔ جوایزی همچون نشان دوستی شده‌است.
روستوفتسف در کراسنویارسک زندگی می کند. او سه بار قهرمان جهان در بیاتلون شده است. او از فصل ۹۶–۱۹۹۵ در جام جهانی شرکت کرده . در سال 2000 با تیم امدادی روسیه در مسابقات جهانی لاهتی قهرمان جهان شد. سال بعد او در مسابقات جهانی پوکلیوکا هم در دوی سرعت و هم در دوی امدادی پیروز شد. در فصل 2001–2002 او در رده‌بندی کلی جام جهانی دوم شد. از فصل 2001–2002 حتی یک بار در جام جهانی قهرمان نشده است. در المپیک 2006 تورین او در تیم امدادی روسیه برنده مدال نقره بود.